# Повенецкий уезд
Повене́цкий уе́зд — административная единица Олонецкой губернии Российской империи и СССР. Образован 2(23) мая 1782 года из Паданского уезда Российской империи. 29 августа 1927 года Повенецкий уезд был упразднён, а его территория распределена между образованными районами Карельской АССР.

## Общие сведения
Уезд занимал площадь 10 843,8 км² (10 162,9 кв. вёрст) и являлся самым большим по площади уездом губернии. Население по состоянию на 1897 год — 26 257 человек. Уездным городом являлся Повенец.

## История
До создания губерний территория Повенецкого уезда входила в состав Обонежской пятины Новгородской земли.

### В составе Российской империи
Предшественником Повенецкого уезда был Паданский уезд, образованный именным указом от 24 августа (4 сентября) 1776 года из Лопского Паданского комиссарства. Его административным центром был Паданск. Территория Паданского уезда входила тогда в состав Олонецкой области Новгородского наместничества, а с 11(22) декабря 1781 года, вместе с Олонецкой областью областью, — в состав Петербургской губернии.
12(23) мая 1782 года Повенец стал уездным городом Олонецкой области Петербургской губернии, а Паданский уезд переименован в Повенецкий уезд. 22 мая (2 июня) 1784 Повенецкий уезд вместе со всей Олонецкой областью выделился из Петербургской губернии.
Именным указом от 16 мая 1785 года из северной части Повенецкого уезда и части территории Онежского уезда Архангельского наместничества был образован Кемский уезд.
После упразднения Олонецкого наместничества, по докладу Сената, утверждённому Павлом I 15(26) июля 1799 года, Повенецкий уезд был также упразднён, а его территория разделена между Архангельской и Новгородской губерниями.
9(21) сентября 1801 года была создана Олонецкая губерния, а 10(22) октября 1802 года воссоздан Повенецкий уезд.
В 1822 году во время голода в Повенецком уезде во всеобщем употреблении у крестьян была сосновая кора вместо муки. В 1833 году хлеб заменялся желудями и древесной корою, а муку смешивали с глиной.
В 1869 году в состав уезда входили 8 волостей — Выгозерская, Шунгская, Мяндусельгская, Богоявленская, Тихвиноборская, Поросозерская, Ребольская, Ругозерская. К 1916 году количество волостей возросло до 9: Шунгская, Римская, Даниловская, Петровско-Ямская, Богоявленская, Ругозерская, Мяндусельгская, Ребольская, Поросозерская.
По территории это был самый большой уезд губернии. Среди жителей было широко распространено старообрядчество.

#### Демография
Население по состоянию
- на 1842 год — 21103 жителя
- на 1873 год — 22289 жителей
- на 1897 год — 26381 житель
- на 1905 год — 28838 жителей

### При советской власти
С образованием Карельской трудовой коммуны декретом ВЦИК и СНК РСФСР в состав новой автономии были переданы Богоявленская, Мяндусельская, Поросозерская, Ребольская, Ругозерская волости, Кяппесельское общество и деревня Уница Шунгской волости Повенецкого уезда. Переданные в состав коммуны волости были включены в состав Петрозаводского уезда. Оставшаяся территория уезда декретом ВЦИК и СНК РСФСР от 12 сентября 1920 года вновь вошла в состав Олонецкой губернии. Постановлением НКВД РСФСР от 30 сентября 1920 года в состав Повенецкого уезда включаются также Великогубская, Кижская, Сенногубская, Кузарандская, Толвуйская, Типиницкая волости, входившие до образования Карельской трудкоммуны в состав Петрозаводского уезда, а центр уезда переносится из Повенца в Шунгский погост.
Постановлением НКВД РСФСР от 19 апреля 1922 года утверждено следующее деление Повенецкого уезда: Толвуйская, Кижская, Типиницкая, Великогубская, Шунгская, Римская, Даниловская, Петровско-Ямская волости, Лумбушский район сельсоветов.
Декретом ВЦИК от 18 сентября 1922 года Олонецкая губерния упразднена, а Повенецкий уезд включён в состав Карельской трудовой коммуны.
Декретом ВЦИК от 20 сентября 1926 года утверждено и с 1 октября введено в действие следующее административное деление Повенецкого уезда — город Повенец и волости: 1) Великогубская (центр — с. Великая Губа), 2) Даниловская (центр — с. Чёлмужи), 3) Медвежьегорская (центр — посёлок при ст. Медвежья Гора), 4) Петровско-Ямская (центр — с. Вожмосалма), 5) Сенногубская (центр — с. Сенная Губа), 6) Толвуйская (центр — село Толвуя), 7) Шунгская (центр — село Шуньга).
Постановлением Президиума ВЦИК от 29 августа 1927 года Повенецкий уезд был упразднён вместе с остальными уездами Автономной Карельской ССР. Территория уезда была распределена между вновь образованными районами следующим образом:
- Великогубская волость — вошла в состав Великогубского района, кроме деревень Пурдега и Мягрозеро, переданных в состав Шунгского района;
- Даниловская волость — вошла в состав Повенецкого района, кроме Римского сельсовета, переданного в состав Шальского района.
- Медвежьегорская волость — полностью вошла в состав Медвежьегорского района;
- Петровско-Ямская волость — вошла в состав Сегежского района, кроме Морско-Масельгского сельсовета, переданного в состав Повенецкого района;
- Сенногубская волость — полностью вошла в состав Великогубского района;
- Толвуйская волость — вошла в состав Шунгского района, кроме Великонивского сельсовета, переданного в состав Великогубского района;
- Шунгская волость — полностью вошла в состав Шунгского района.

### Современное положение
На данный момент территория бывшего Повенецкого уезда распределена между Медвежьегорским, Кондопожским, Суоярвским, Муезерским и Сегежским районами Республики Карелия. Сам Повенец входит в Медвежьегорский район как посёлок городского типа.

## Состав уезда
- Богоявленская волость (волостной центр — Богоявленская)
- Даниловская волость (Данилова)
- Мяндусельгская волость (Мяндусельга)
- Надвоицкая волость
- Петровско-Ямская волость (Вожмосалма)
- Поросозерская волость (Поросозеро)
- Ребольская волость (Реболы)
- Римская волость (Римская)
- Ругозерская волость (Ругозеро)
- Шунгская волость (Шунгский Погост)
- Челмужская волость

## Географическое положение
По состоянию на 1914 год Повенецкий уезд располагался в северо-западной части Олонецкой губернии и граничил с Петрозаводским и Пудожским уездами на юге, с Архангельской губернией на северо-востоке, и с Выборгской, Куопиоской и Улеаборгской губерниями Великого княжества Финляндского на западе.

## Промышленность
В Повенецком уезде действовали Святнаволоцкий чугуноплавильный и Сеговецкий чугуноплавильный и литейный заводы.
В 1875—1876 годах «Товарищество по вере Родоконаки и К°» построило Святнаволокский (Пальеозерский) чугуноплавильный завод. Однако из-за неудобного для сбыта местоположения завод оказался убыточным и в 1879 году был закрыт, через 9 лет продан столичному купцу А. С. Семенову, который эксплуатировал этот завод несколько лет до окончательного закрытия.
В 1895 на реке Кавожа в трёх верстах от её впадения в Сегозеро был открыт Сеговецкий чугуноплавильный и литейный завод, которым с марта 1895 года стало ведать акционерное общество. Завод представлял собой доменный цех с двумя домнами и литейный цех с вагранкой. Внутризаводской транспорт был представлен дрезиной и 11 вагонетками, предвигавшимися по железнодорожным путям, заводу принадлежад пароход «Первенец» (длина 65, ширина 12, осадка 5) и 30-тонные и 50-тонные баржи. За четыре года эксплуатации завод выплавил 300 тыс. пудов чугуна.
В 1901 году завод был закрыт, перешёл в ведение Государственному банку. В январе 1908 году администрация по делам А. С. Семенова выкупила его у Госбанка и пустила в действие домну. В 1916 году было создано акционерное общество Сегозерского чугуноплавильного завода, в состав которого вошли такие известные люди, как Л. А. Зиновьев, Ю. Б. Кричевский и другие. 27 апреля 1920 года Сеговецкий чугуноплавильный завод был национализирован.
В 1870-х годах купец Александр Фёдорович Красильников построил паровой лесопильный завод в Чёлмужах, медеплавильный завод в Пергубе, начал разработку каменноугольных копей у реки Кочкома и серебряных рудников «Вороновый бор» (после банкротства купца они перешли в собственность Франко-русского металлургического общества).
Кроме того, в Повенецком уезде действовали лесопильные заводы — вододействующий лесопильный завод с тремя рамами в Повенце на реке Повенчанка (с 1852 г.), Кумсинский, на реке Кумса, близ селения Лумбуши торгующих крестьян Захарьевых (основан в конце XVIII в.), Уницкий на реке Пигматке купца Беляева (открыт в 1851 г.).

## Транспорт
Повенец был связан с Петрозаводском почтовым трактом. Пассажирское водное сообщение впервые появилось в 1873 году — рейсы пароходов «Петрозаводск» Петербургско-Волжской и «Повенец» (бывший «Геркулес») Петербургско-Петрозаводской пароходных товариществ.
Первый автомобиль — вуатюрьетка в уезде появился в 1910 году — он принадлежал повенецкому купцу Захарову, который ездил на нём из Повенца до местечка Ладожский Скит в Повенецком районе.